# Mampruli (Sprache)
Mampruli (auch Mamprule, Manpelle, Ngmamperli) ist die Sprache der Mamprusi in Ghana und Togo.
Etwa 220.000 Sprecher (2004 SIL) leben in Ghana östlich und westlich von Gambaga, im Nordosten der Northern Region auf.
Mampruli wird auch in Togo gesprochen.
Anerkannte Dialekte sind Ost-Mampruli und West-Mampruli mit einer Verständlichkeit von 50 % mit Dagbani. Lexikalische Übereinstimmung besteht zu 95 % mit Dagbani und zu 90 % mit Farefare.